# Holocubierta

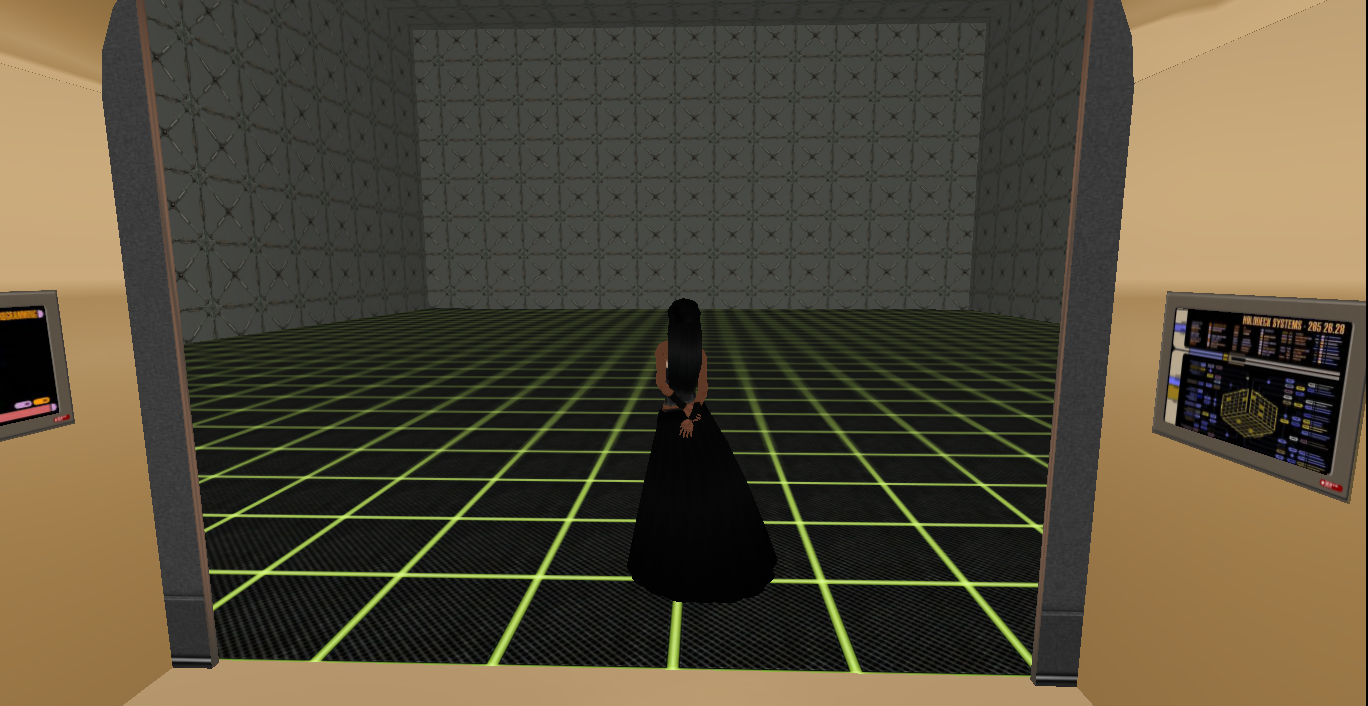
Representación del holodeck en el USS Eclipse

Una holocubierta es una ficticia instalación de realidad simulada de inmersión con hologramas que se encuentra en naves y bases estelares en el universo de Star Trek. La holocubierta fue vista por primera vez en el primer episodio de Star Trek: La nueva generación, «Encuentro en Farpoint». Sin embargo, exactamente el mismo concepto, con el nombre de "Rec Room", aparece en el episodio tres de la segunda temporada de Star Trek: La serie animada, titulado "The Practical Joker".
En reconocimiento de la utilidad potencial de una holocubierta como un dispositivo que simula el mundo real para el entrenamiento de combate, la investigación está en marcha para crear este tipo de instalaciones.[cita requerida]
La tecnología de ficción de la Holocubierta (también llamada cámara holográfica, holosuite o holodeck), permite que flujos fotónicos controlados, puedan materializarse recreando no solo personajes, sino escenarios y objetos, con sus texturas, pesos, olores y hasta sabores. En el capítulo 2x12 "Alterno" de la serie Deep Space Nine, el desarrollo de esta tecnología se le adjudica a una Ferengi llamado Pleck, en esta serie las holocubiertas son utilizadas por los viajeros como lugares de espaciamiento sexual y de aventura.
Sin embargo, una forma primitiva de holocubierta es desarrollada por una raza llamada Xyriliana en la serie Star Trek: Enterprise en el Capítulo 5 de la primera temporada Algo Inesperado. los Xyrilianos entregan esta tecnología a los Klingons a cambio de su libertad.
Además del entretenimiento, las holocubiertas son utilizadas para correr simulaciones científicas y entrenamientos militares y sociológicos, así como tratamientos terapéuticos. 
Una forma ficticia de Literatura del mundo de Star Trek llamada Holonovelas se desarrolla en las holocubiertas, en la que se narra una historia no lineal y en donde los espectadores interactúan con los personajes de Metaficción y alteran el curso de los hechos, como en el caso del capítulo Star Trek: Voyager Fair Heaven, el personaje de esta serie Tom Paris realiza varios de estas obras.

## Holodependencia
El uso excesivo de las holocubiertas para escapar de la realidad, es diagnosticado como una enfermedad llamada Holodependencia, la cual es incapacitante, el personaje de Star Trek más famoso en padecerla es Reginald Barclay.